# Paul Mayeda Berges
Paul Mayeda Berges (nascido em 11 de setembro de 1968) é um roteirista e diretor americano, de maneira notável como coescritor de Bend It Like Beckham.
De ascendência japonesa e basca Berges frequentou a Universidade da Califórnia, em Santa Cruz, onde estudou cinema e se formou em 1990. Ele começou sua carreira fazendo documentários (sobre a comunidade nipo-americana ) e ensinando produção de filmes (para alunos do ensino médio). Ele colaborou com sua esposa, a diretora britânica-indiana Gurinder Chadha, em vários filmes e fez sua estreia na direção em 2005 com The Mistress of Spices, baseado no romance de Chitra Banerjee Divakaruni.
Berges conheceu Chadha oficialmente em março de 1994, enquanto ele trabalhava como diretor de um festival no Festival de Cinema Internacional Asiático-Americano de São Francisco. Mas eles também se encontraram brevemente em setembro de 1993. Eles se casaram em meados dos anos noventa e têm gêmeos; um menino chamado Ronak e uma menina chamada Kumiko (nascida em 7 de junho de 2007).
| Ano  | Filme                               | Modelo             | Crédito            |
| ---- | ----------------------------------- | ------------------ | ------------------ |
| 1990 | Funil Azul                          | Filme curto        | escritor           |
| 2000 | O que está cozinhando?              | Longa metragem     | escritor           |
| 2002 | Bend It Like Beckham                | Longa metragem     | Escritor           |
| 2004 | Noiva e Preconceito                 | Longa metragem     | escritor           |
| 2005 | A Senhora das Especiarias           | Longa metragem     | Diretor, Escritor  |
| 2006 | Paris, je t'aime - Quais de Seine   | Filme de antologia | Diretor, Escritor  |
| 2008 | Angus, Thongs e Perfect Snogging    | Longa metragem     | escritor           |
| 2010 | É uma maravilhosa vida após a morte | Longa metragem     | escritor           |
| 2016 | Casa do vice-rei                    | Longa metragem     | Escritor, Produtor |
| 2019 | Cego pela luz                       | Longa metragem     | escritor           |